# کوسیکا (آستراخان)
کوسیکا (به لاتین: Kosika) یک منطقهٔ مسکونی در روسیه است که در استان آستراخان واقع شده‌است.